# سیارک ۱۲۹۷۴
سیارک ۱۲۹۷۴ (به انگلیسی: 12974 Halitherses، نامگذاری:1973SB2) دوازده هزار و نهصد و هفتاد و چهارمین سیارک کشف شده‌است که در ۱۹ سپتامبر ۱۹۷۳ کشف شد.
قدر مطلق سیارک برابر ۱۱٫۲۰ است.